# Nicolae Dobrescu
Nicolae Dobrescu (n. 30 iulie 1874, Celeiu, Romanați – d. 10/23 iulie 1914, București) a fost un istoric român, membru corespondent (1911) al Academiei Române.

## Viața și activitatea
Nicolae Dobrescu s-a născut pe data de 30 iulie 1874 în Celeiu, Romanați. Și-a făcut studiile la Seminarul "Central" din București (1888-1896), cu diferența de liceu (1898) și la  Facultățile de Teologie (lic. 1902) și Litere (abs. 1902) din București. Susținut de istoricul Nicolae Iorga, a fost trimis ca bursier la Universitatea din Viena (1902-1905) unde a studiat istoria. Tot aici a obținut doctoratul (1905) în litere cu specializarea istorie, acesta fiind echivalat de Facultatea de Litere din București, apoi la Facultatea de Teologie din Cernăuți (1905-1906). El a făcut și rodnice cercetări de arhivă, copiind numeroase documente din Arhivele din Viena și Budapesta.
Profesor suplinitor (1906), agregat definitiv (1907), apoi titular (1911) la noua catedră de Istoria Bisericii Române de la Facultatea de Teologie din Bucuresti, membru corespondent al Academiei Române (1911).
S-a specializat în istoria bisericii ortodoxe române, domeniu în care a alcătuit studii bine informate, bazate pe documente în mare parte inedite. A editat numeroase documente privind situația bisericii din Oltenia sub ocupație austriacă (1716-1739) și a documentelor austriece legate de domnia lui Constantin Brâncoveanu, împreună cu C. Giurescu.

## Lucrări
- Studii de Istoria Bisericii Române contemporane. 1. Istoria Bisericii din România (1850 - 1895), București, 1905, 206 p.,
- Fragmente privitozire la Istoria Bisericii Române. Budapesta, 1905;
- Întemeierea mitropoliilor și a celor dintâi mânăstiri din țară. Contribuțiuni la Istoria Bisericii Române, București, 1906, 128 p.;
- Istoria Bisericii Române din Oltenia în timpul ocupațiunii austriece (1716 - 1739), cu 220 acte și fragmente inedite culese din arhivele din Viena, București, 1906, 385 p.;
- Documente și regeste privitoare la Constantin Brâncoveanu, București, 1907, (în colaborare cu Constantin Giurescu);
- Contribuțiuni la Istoria Bisericii Române în secolul al XV-Iea, București, 1907, 42 p. (extras din CL, an. 40, 1906, p. 976-986, 1042-1057 si an. 41, 1907, p. 408-415);
- Episcopul Melchisedec (schiță), București, 1907, 12 p. (extras din CL, an. 41, 1907, p. 978-987);
- Lecția de deschidere a cursului de Istoria Bisericii Române, ținută în ziua de 3 noiembrie 1907, București, 1908, 19 p. (extras din CL, an. 41, 1907, p. 1121-1138);
- Mitropolitul Andrei Șaguna, București, 1909, 19 p. (extras din CL, 42, 1908, p. 554-570);
- Rolul Bisericii în trecutul românesc, București, 1909, 21 p. (extras din CL, an. 43, 1909, p. 63 0 - 648);
- Din Istoria Bisericii Române. Secolul al XV-lea. Studiu istoric, București, 1910, 178 p. (extras din BOR, an.  XXXI 11, 1909 si XXXI V, 1910 - 191 1 );
- Reprezentanții a doua curente în Biserica din Țara Românească la începutul secolului XVI: patriarhul Nifon, mitropolitul Maxim, mitropolitul Macarie, în CL, an. 44, 19 1 0, p - 349 364;
- Viața și faptele lui Antim Ivreanul mitropolitul  Ungrovlahiei, București, 1910, 120 p.;
- Introducerea creștinismului la romani, în vol. "Cursurile de vara din Valenii de Munte", anul al doilea, Valenii de Munte, 1910, p. 93-125;
- Istoria Bisericii Române. sec. XIV-XIX, Curs litografiat, București, 1911 -1912, 1505 p.;
- Istoria Bisercii Române pentru clasa VI-a secundară, București, 1912, 142 p. (ed. a II-a, 1921, 128 p., ed. a III-a, 1923, ed. a IV-a, 1926, revăzută de prof. I. Mihălcescu);
- Istoria Bisericii Române întocmita pentru clasa a VII-a de seminar. Valenii de Munte, 1912, 267 p. (ed. a II a, 1922, 286 p.);
- Istoria bisericească de la 1054 până astăzi... pentru clasa VI de seminar, București, 1914, 416p. (apărută  ulterior - cu mici adausuri - sub numele lui Ioan Mihalcescu).
- M. Minuciu Felix. "Apologia Octaviu", tradusă în românește, precedată de o schița biografică și de un studiu critic introductiv, Teza de licența, București, 1907, 76 p.;
- Defectuozitatea alegerii episcopilor și mitropoliților la noi. Studiu istoric, București. 1909, 31p., in chestiunea modificării legii sinodului. Lămuriri canonice istorice asupra sinodului și asupra organizațiunii bisericeștii din Biserica Ortodoxă, București, 1909, 48 p.
- Alte articole, note, cronici în revistele "Convorbiri Literare", "Biserica Ortodoxa Romană", "Viitorull", "Revista Ortodoxa".